# Autobahnkreuz Bonn-Ost
Das Autobahnkreuz Bonn-Ost (Abkürzung: AK Bonn-Ost; Kurz: Kreuz Bonn-Ost) verbindet die Autobahnen 59 (Teilabschnitt Heumar – Bonn) und 562 (Bonn-Friesdorf – Bonn-Holtorf), sowie die Bundesstraße 42 miteinander. Das Autobahnkreuz liegt östlich des Rheins im Bonner Stadtteil Beuel.

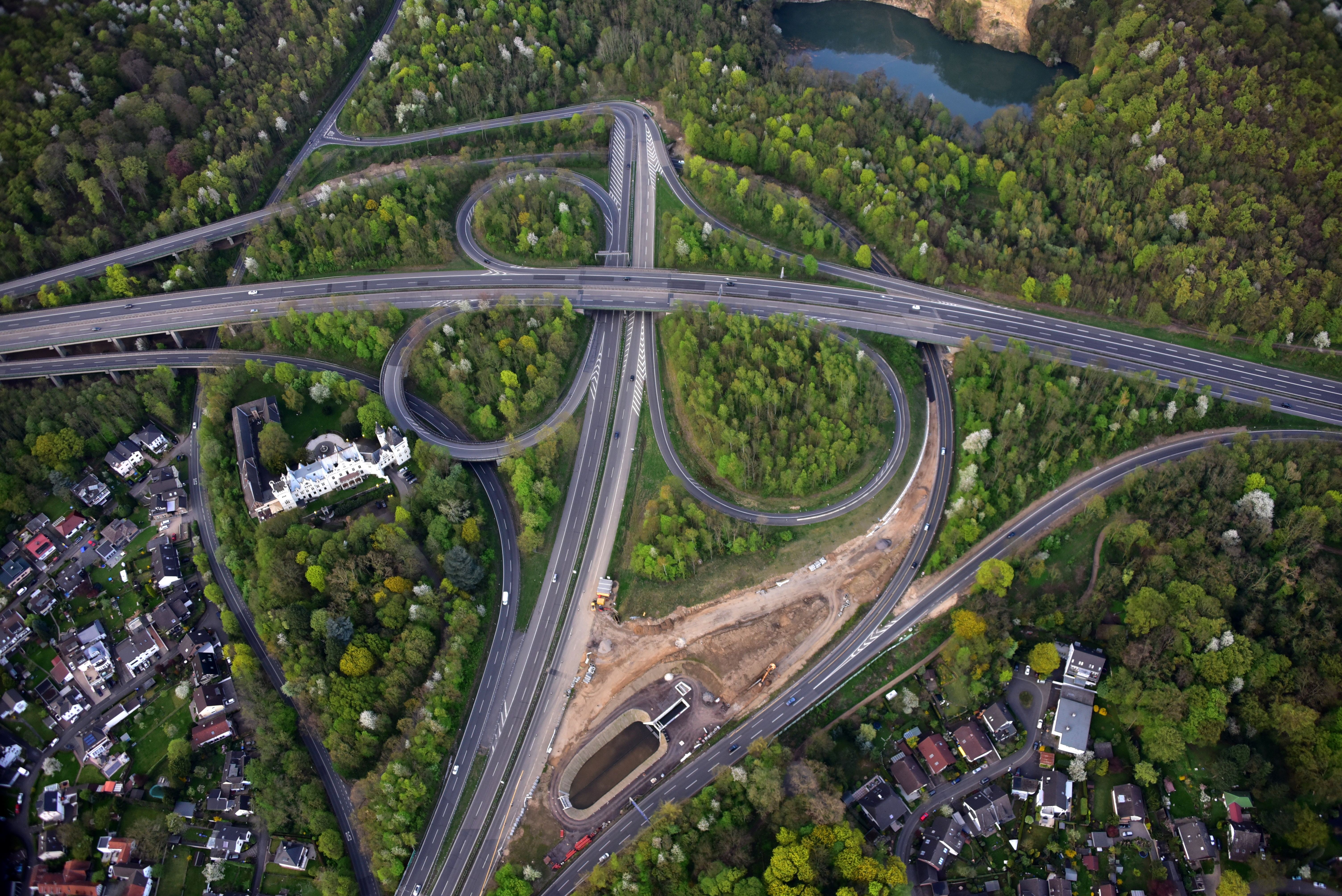
Autobahnkreuz Bonn-Ost mit der Kommende Ramersdorf, Luftaufnahme (2018)

## Bauform und Ausbauzustand
Das Kreuz ist als Kleeblatt mit halbdirekter Rampe angelegt. Beide Autobahnen sind jeweils vierspurig angelegt. Die Bundesstraße 42 gilt als autobahnähnliche Straße und ist ebenfalls vierspurig angelegt. Es gibt Planungen, die A 59 im drei Kilometer langen Abschnitt vom Autobahndreieck Bonn-Nordost bis zum Kreuz Bonn-Ost auf sechs Spuren auszubauen.
Die A 562 endet hier und geht in die Oberkasseler Straße über. Die A 59 geht im Kreuz direkt in die B 42 über.
Von Herbst 2015 bis Juni 2018 wurde das Autobahnkreuz Bonn-Ost erweitert.
Um die Rückstaus auf der Südbrücke zu verringern, wurde für die Ausfahrt auf die A 59 in Richtung Köln eine eigene Fahrspur gebaut. Der Abschluss der noch ausstehenden Bauarbeiten war für September 2018 geplant.

## Verkehrsaufkommen
| Von                        | Nach                          | Durchschnittliche tägliche Verkehrsstärke | Durchschnittliche tägliche Verkehrsstärke | Durchschnittliche tägliche Verkehrsstärke | Anteil Schwerlastverkehr | Anteil Schwerlastverkehr | Anteil Schwerlastverkehr |
| Von                        | Nach                          | 2005                                      | 2010                                      | 2015                                      | 2005                     | 2010                     | 2015                     |
| -------------------------- | ----------------------------- | ----------------------------------------- | ----------------------------------------- | ----------------------------------------- | ------------------------ | ------------------------ | ------------------------ |
| AS Bonn-Pützchen (A 59)    | AK Bonn-Ost                   | 62.700                                    | 64.300                                    | 65.900                                    | 4,0 %                    | 3,5 %                    | 3,6 %                    |
| AK Bonn-Ost                | Königswinter (B 42)           | 50.400                                    | 54.100                                    | 50.200                                    | 2,0 %                    | 3,2 %                    | 3,1 %                    |
| AS Bonn-Ramersdorf (A 562) | AK Bonn-Ost                   | 59.400                                    | 61.800                                    | 62.200                                    | 2,5 %                    | 2,4 %                    | 2,5 %                    |
| AK Bonn-Ost                | Anschluss Oberkasseler Straße | 11.000                                    | keine Daten                               | keine Daten                               | 1,8 %                    | keine Daten              | keine Daten              |